# Zurückschiebung
Als Zurückschiebung bezeichnet man im deutschen Ausländerrecht eine aufenthaltsbeendende Maßnahme. Im Gegensatz zur Zurückweisung an der Grenze setzt eine Zurückschiebung voraus, dass der Ausländer unerlaubt in das Bundesgebiet eingereist ist, sich Zutritt verschafft hat oder geschleust wurde. Die Zurückschiebung soll gemäß § 57 AufenthG innerhalb von sechs Monaten durchgeführt werden. Es ist den Behörden jedoch möglich, unter besonderen Umständen davon abzusehen, etwa aus humanitären Erwägungen.
Der Ausländer kann in Zurückschiebungshaft genommen werden; hierbei gelten die Bestimmungen der Abschiebungshaft (§ 62 AufenthG) entsprechend. Ein Widerspruch hat gemäß § 80 Abs. 2 Satz 1 Nr. 2 VwGO keine aufschiebende Wirkung. Eine Zurückschiebung löst gemäß § 11 AufenthG – wie die Ausweisung und die Abschiebung – ein Einreise- und Aufenthaltsverbot aus. Auf Antrag des Betroffenen kann dieses Einreise- und Aufenthaltsverbot befristet werden.